# Pavillon rouge
Pavillon rouge est un magazine mensuel de bande dessinée français disparu, publié entre en mai 2001 et juillet 2003 par les éditions Delcourt.

## Rédaction
- Directeur de la rédaction : Guy Delcourt
- Rédacteur en chef adjoint : Michel Dufranne

## Ligne éditoriale et contenu
Le but de Pavillon Rouge était de promouvoir le catalogue des éditions Delcourt. Le mensuel offrait donc l'actualité des sorties de l'éditeur, des prépublications de BD issues du catalogue Delcourt, des articles et des histoires courtes.
Au fil des numéros, Pavillon Rouge a augmenté sa pagination (et souvent son prix par la même occasion), permettant d'étoffer les dossiers et de passer à 4 prépublications au lieu de 3. Ainsi, on est passé de 66 pages (premier numéro) à 98 (vingt-sixième et dernier numéro).

### Prépublications
Les prépublications forment une part importante du contenu du magazine. Parmi celles-ci, on retrouve de grands succès des éditions Delcourt, tels Sillage, Aquablue ou Donjon. D'autres par contre sont des nouveautés. Citons Le Régulateur ou Weëna.

### Histoires courtes
Les histoires courtes sont de petits récits de quelques pages (allant de 2 à ) éventuellement tirées d'un univers d'une série du catalogue des éditions Delcourt. Ces planches ont eu des destins différents après la mort de la revue : certaines ont été reprises dans des recueils, d'autres ajoutées à des éditions originales de BD ou bien restées inédites.
Dans ces histoires courtes, certaines sont tirées de séries, comme Le Raconteur d'histoires pour Donjon ou l'épilogue inédit de Sillage 4. D'autres sont de pures créations, comme L'Enfant batterie de Emmanuel Civiello et Jung.

### Séries créées pour le magazine
À côté des prépublications, certaines séries ont été créées de toutes pièces pour l'occasion. Il s'agit souvent de séries de gags en une ou plusieurs pages ou de strips. À ce jour, la plupart n'ont pas survécu à la fin de la revue.

### Dossiers
Généralement consacrés à une série, ces dossiers sont souvent constitués d'interviews, de descriptifs de la série, d'anecdotes, ...

### Atelier BD
Le principe de l'Atelier BD est d'inviter un auteur de BD qui va donner des conseils, partager ses impressions, ... C'est en fait assez libre et finalement, chaque auteur donne un style fort différent à cette rubrique.
Le principal intervenant était Joann Sfar mais on a vu également plusieurs autres intervenants, tel Lewis Trondheim.

## Fin
Malgré les efforts de la rédaction pour enrichir le contenu, le mensuel ne s'est jamais très bien vendu. L'aventure a dû s'arrêter en juillet 2003, après seulement deux ans d'existence. Ce fut une surprise pour les lecteurs, car rien ne laissait présager d’un arrêt si précoce dans l'avant-dernier numéro, où l'édito se félicitait justement de fêter les deux ans de Pavillon Rouge.